# Boucles de la Marne
 (mars 2012).
Si vous disposez d'ouvrages ou d'articles de référence ou si vous connaissez des sites web de qualité traitant du thème abordé ici, merci de compléter l'article en donnant les références utiles à sa vérifiabilité et en les liant à la section « Notes et références ».

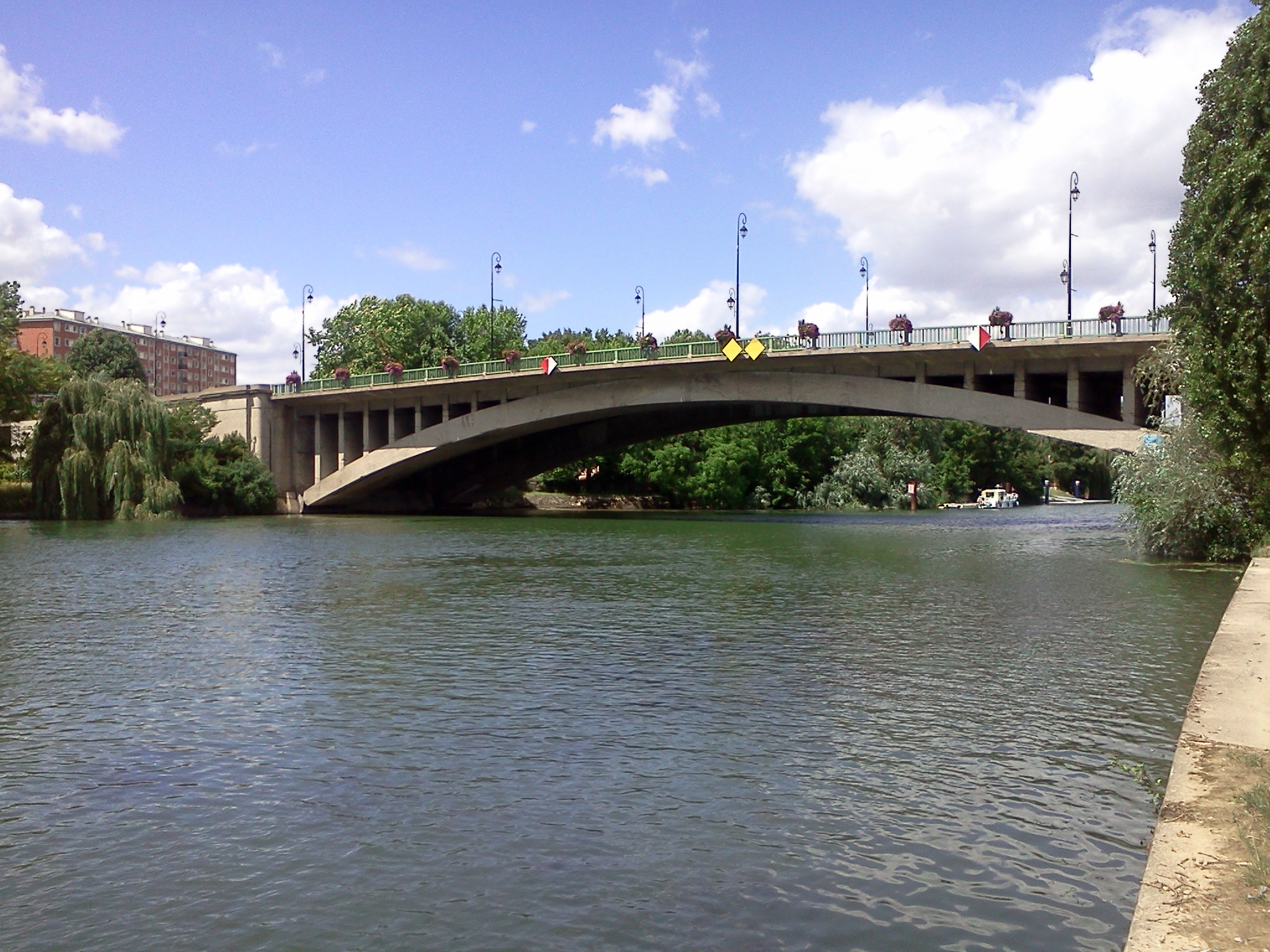
La Marne à Joinville-le-Pont.

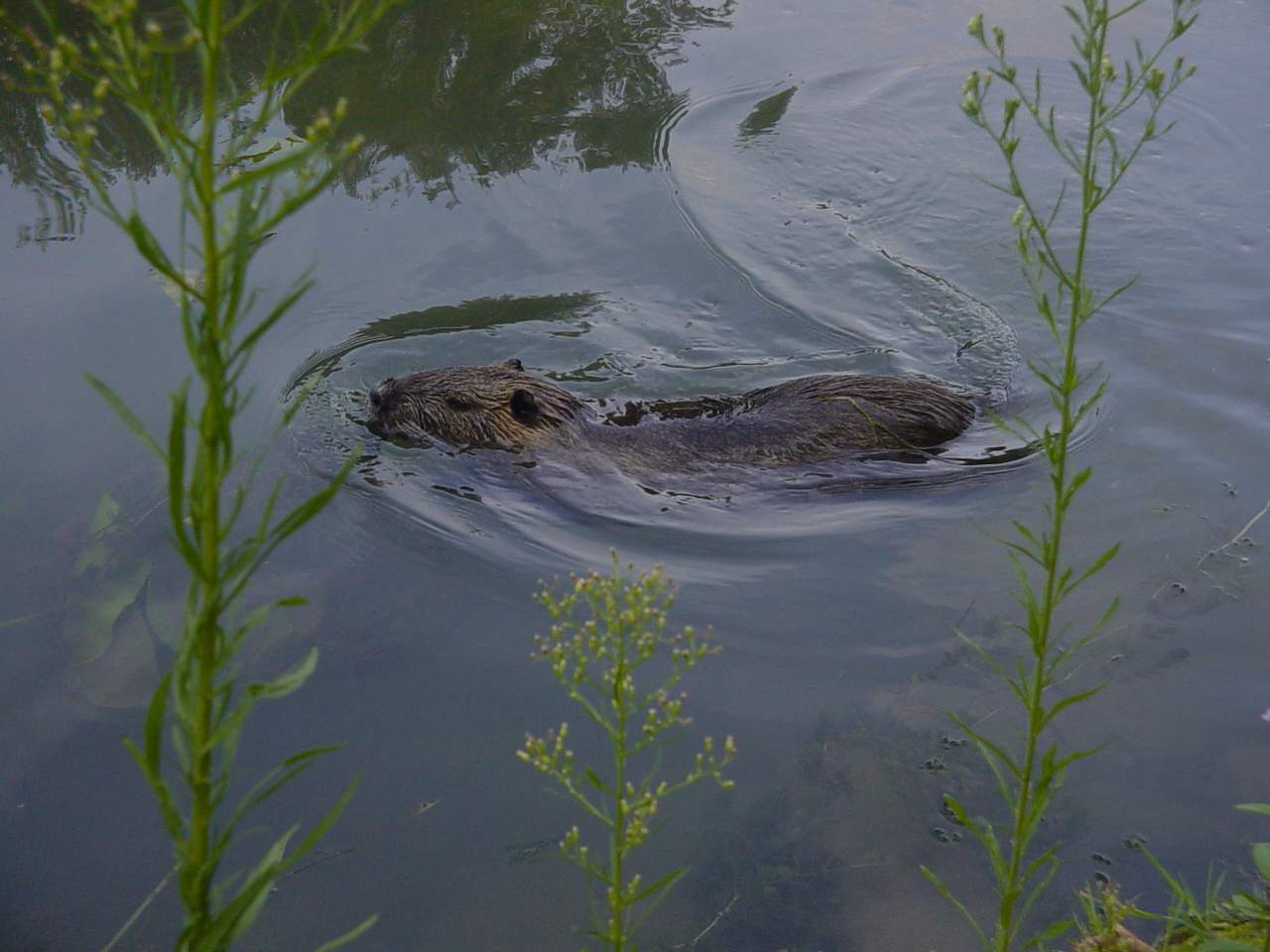
Un ragondin dans les boucles de la Marne.

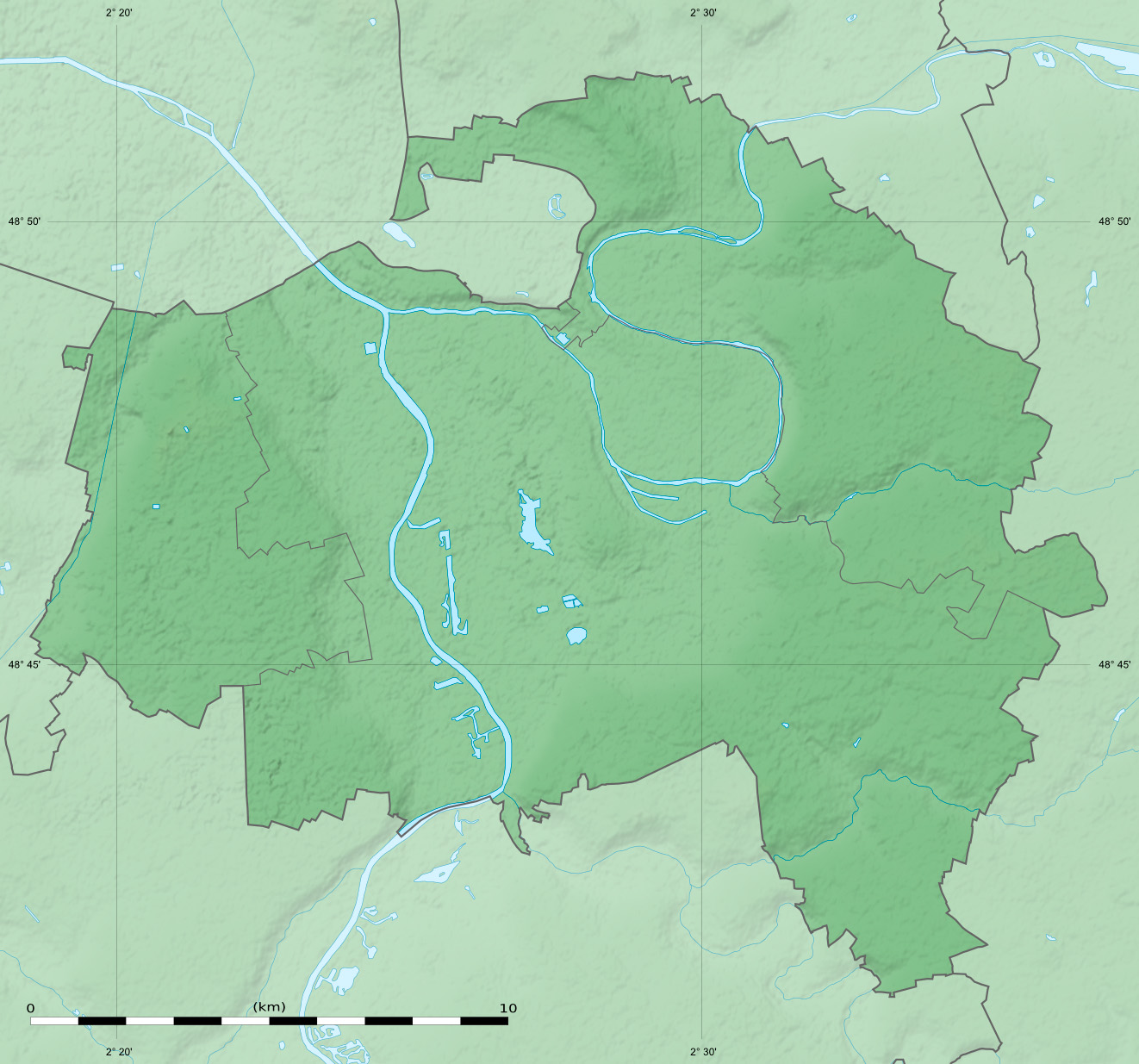
La Seine et la Marne dans le Val-de-Marne.

Les boucles de la Marne sont les courbes dessinées par la rivière Marne dans le Val-de-Marne.

## Paysages des bords de Marne
Dans le Val-de-Marne, la rivière a creusé son lit dans la roche et formé des boucles. Les coteaux descendent en pente douce vers les berges, comme à Nogent, ou forment une pente plus abrupte comme à Bry et Chennevières. De nombreuses îles jalonnent son cours : île d’amour, île de Beauté.
La Marne et ses ouvrages d’art
Les plus anciens ponts de la région sont les ponts de Charenton et de Joinville, connus respectivement dès le VIIIe et le XIIe siècle. Pendant longtemps, ces deux seuls ponts franchissaient la Marne, témoins d’un monde où l’on circulait peu et difficilement. Ce n’est qu’au début du XIXe siècle que de nouveaux ouvrages apparurent. Le chemin de fer transforma les paysages avec des ouvrages d’art imposants comme le viaduc de Nogent. L’essor de l’urbanisation entraîna la construction de nombreux ponts métalliques au début du XXe siècle. L’accroissement du trafic routier  suscita pendant la seconde moitié du siècle la construction de nouveaux ponts et le remplacement d’ouvrages plus anciens.
Architectures des bords de Marne
Les villages de la banlieue de Paris se transforment à mesure que la capitale se développe. Dans le courant du XIXe siècle, certains territoires se consacrent à l’industrie (exemples : Ivry et Vitry-sur-Seine). Les villages de la vallée de la Marne se distinguent par une architecture beaucoup plus résidentielle. La promotion immobilière d’alors se plaît à insister sur le caractère champêtre des lieux. Sur les berges fleurissent des constructions de styles très variés : ainsi, de très belles demeures de style normand  se répandent-elles sur les quais et concourent-elles encore à doter le site des bords de Marne d’une couleur balnéaire. Ces maisons étaient conçues pour la belle saison et ne sont devenues des résidences principales que dans le courant des années 1950. Construits dans une zone où les inondations n’étaient pas rares, ces pavillons sont fréquemment construits en surélévation.

## Le canotage
Le canotage apparut à Paris dans les années 1830-40 lorsque des jeunes gens, dotés de « canots » empruntés à la marine, commencèrent à pratiquer la promenade nautique sur la Seine. Le canotage se développa d’abord dans l’ouest de Paris, à Asnières comme à Chatou, lieux immortalisés par les peintres impressionnistes. Le canotage se répandit ensuite sur les bords de Marne. Les canotiers formaient une joyeuse société dont la liberté de tenue, de mœurs et de langage faisait quelque peu scandale dans la société bien pensante du Second Empire et inspirait les dessinateurs qui ont croqué de ces premiers plaisanciers des caricatures savoureuses. Un antagonisme croissant apparut entre ces canotiers et les sportifs qui entendaient utiliser la rivière de façon beaucoup plus «sérieuse». Les seconds eurent raison des premiers.

## Les bords de Marne à la Belle Époque
Les guinguettes se sont développées autrefois aux abords de la capitale. Bercy, Charonne, Belleville n’étaient que de simples villages. Quelques restaurateurs voyant les joyeux canotiers s’emparer de la rivière prirent l’initiative d’installer des établissements sur les bords de Marne dans les années 1860. L’essor du chemin de fer permit alors à une clientèle plus importante de quitter Paris le temps d’un dimanche pour profiter des plaisirs des guinguettes, d’autant qu’en 1906, une loi institue le repos dominical pour tous les travailleurs. 
Des plus modestes aux plus imposants, de nombreux établissements rivalisaient sur les bords de Marne. Les guinguettes permettaient à leur public de boire, manger, chanter, danser et profiter de toutes les attractions proposées (balançoires, tir, vélos fantaisistes). Pendant la saison, des fêtes nautiques et des courses d’aviron étaient organisées. Sur les bords de Marne, c’était pratiquement un véritable parc d’attractions qui fonctionnait ainsi le dimanche... Le succès des guinguettes se poursuivit dans les années 1930 mais le déclin s’amorça vers la fin des années 1950 : la pollution de la Marne, l’essor de la voiture auront raison de l’activité des guinguettes. Cependant, un regain d’intérêt pour les guinguettes se manifeste depuis quelques années, alors que des volontés s’affirment pour renouer avec l’animation des bords de Marne.

## Baigneurs et sportifs

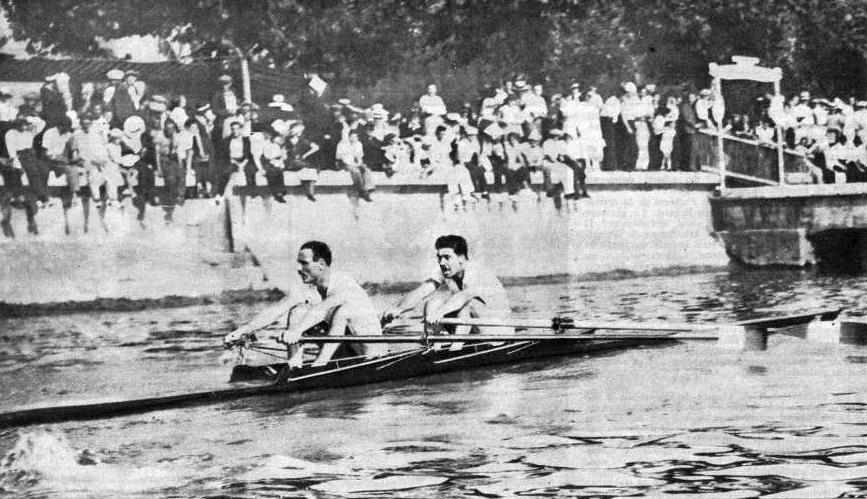
Les français Louis Hansotte (G.) et Georges Frisch (D.), champions de France et d'Europe en double-scull en 1933 (ici à Budapest), licenciés à la S.N. de la Marne.

Parmi les équipements de loisirs des bords de Marne, on trouvait autrefois de nombreuses baignades en pleine rivière. Ces baignades pouvaient avoir un statut associatif, tels Les Pingouins de la Marne au Perreux, ou relever de l’exploitation privée, en relation parfois avec une guinguette.
L’essor des sociétés nautiques fut considérable sur les bords de Marne. On compte encore de nos jours neuf sociétés d’aviron et sept clubs de canoë-kayak de Créteil à Bry. La plus ancienne de ces sociétés, la Société Nautique de la Marne est plus que centenaire puisque sa fondation remonte à 1879. La pratique de l’aviron, très élitiste à ses débuts, s’est démocratisée et les bords de Marne ont été, et sont encore, un vivier de champions de haut niveau. La concentration de ces sociétés nautiques favorisa l’implantation de nombreux constructeurs de bateaux, aujourd’hui disparus, mais dont les bâtiments typiques participent au pittoresque de l’architecture des boucles de la Marne.

## Zonages réglementaires
Classement Natura2000
La présence de plusieurs espèces d'oiseaux communautaires a motivé le classement de la zone ZPS Natura 2000.
Avec 2641ha, la ZPS des Boucles de la Marne couvre 2,7% de la surface en Natura 2000 en Île-de-France. Son intérêt est majeur pour le réseau francilien. En effet, avec 35% de sa surface en eau et 8 entités concernées, elle permet de raisonner la protection des oiseaux à une échelle globale et cohérente. Le réseau de zones humides offre de nombreux sites favorables, interdépendants du point de vue de leur utilisation par l'avifaune. 
Arrêtés préfectoraux de protection de biotope
La Boucle de Tribardou est concernée par deux arrêtés préfectoraux de protection de biotope (APPB), celui du plan d'eau des Olivettes (103ha) créé en 1999, et celui du marais de Lesches ou marais de Refuge (83 ha) datant de 1987. Ces deux arrêtés ont pour objectifs la conservation des biotopes nécessaires à l'alimentation, la reproduction, au repos ou à la survie d'espèces protégées. Ils interdisent certaines activités susceptibles de nuire à ces espèces.
Parc Naturel Régional
Une étude portée par la région Île-de-France est actuellement en cours afin de mesurer la faisabilité de la mise en place d'un Parc Naturel Régional. Des initiatives avaient été précédemment menées mais les projets avaient été abandonnés, à la suite du jugement « trop dégradé » de la zone. Si le projet actuel voit le jour il devrait englober la zone Natura2000 et devra se doter d'une charte prenant en compte les objectifs fixés pour la zone Natura2000. 

## Chansons en lien
- Quand on se promène au bord de l'eau (1936 - Jean Gabin);
- À Joinville-le-Pont (1952 - Bourvil).